# Aspidiotus cerasi
Aspidiotus cerasi är en insektsart som beskrevs av Fitch 1857. Aspidiotus cerasi ingår i släktet Aspidiotus och familjen pansarsköldlöss. Inga underarter finns listade i Catalogue of Life.